# バルトゥ
バルトゥ（モンゴル語: Балт, Baltu、中国語: 班禿、? - 1258年）は、モンゴル帝国第4代皇帝モンケ・カアンの長男。『元史』などの漢文史料では班禿、八里土、辨都、『集史』などのペルシア語史料ではبالتو (Bāltū) と記される。

## 概要
バルトゥはモンケの正室であるイキレス氏のブトゥ・キュレゲンの娘のクトクタイ・ハトゥンより生まれた。
1254年にモンケ・カアンに謁見したウィリアム・ルブルックはバルトゥの家も訪れており、バルトゥが既に夫人を2人持っていること、モンケの宮廷の右側に居住していることなどを記している。また、バルトゥはネストリウス派キリスト教のダヴィドに教えを受けていたため、ルブルックと彼の持つ十字架を見ると平伏し敬意を示したという。
南宋攻略の司令官に起用した弟のクビライの方針に不満を抱いたモンケは1256年、クビライを一旦更迭し、自ら軍を率いて南宋に侵攻することを決定した。遠征軍を率いたモンケは1257年の冬、ゴビ沙漠を越えて玉龍棧に至り、そこで叔父のクビライ、アリクブケと、弟のウルン・タシュ、シリギらとともにバルトゥがカアンを迎え宴会を催した。
ここで集まった諸王はクビライを除き、モンゴリア本土に残るカラコルム留守部隊であり、バルトゥはモンケが親征を行う中でモンゴリアの守備を担当したものと見られる。1258年、バルトゥは母の出身部族であるイキレス部の住地、吉河の南において父のモンケに先立って亡くなった。

## バルトゥの子孫
『元史』巻107宗室世系表ではバルトゥの子孫について記述がなく、子がいないまま亡くなったかのように記される。一方、『集史』を始めとするペルシア語史料では一致してトレ・テムル（توراتیمورTūrā tīmūr）という息子の存在を伝えている。
ルブルックの旅行記でバルトゥが亡くなる4年前に既に妻がいたことが記録されていることや、『元史』巻95食貨志三において泰定2年（1325年）にバルトゥ家に銀八錠が下賜されていることなどから、トレ・テムルの下で元代中期頃まではバルトゥ家（バルトゥ・ウルス）は存続したものと見られる。

## モンケ家の系図
- モンケ・カアン…トルイの長男で、モンケ・ウルスの創始者。
  - バルトゥ（Baltu,班禿／بالتوBāltū）…モンケの正室クトクタイ・ハトゥンより生まれた長男。モンケより早くに亡くなった。
    - トレ・テムル（Töre-temür,توراتیمورTūlā tīmūr）…ペルシア語史料ではバルトゥの息子とされるが『元史』には記述がなく、事蹟も明らかとなっていない。

  - ウルン・タシュ（Ürüng-daš,玉龍答失／اورنگتاشŪrung tāsh）…モンケの正室クトクタイ・ハトゥンより生まれた次男で、第二代モンケ・ウルス当主。
    - サルバン（Sarban,撒里蛮／ساربانSārbān）…ウルン・タシュの息子。

  - シリギ（Sirigi,昔里吉شیرکیShīrkī）…モンケの庶子で、第三代モンケ・ウルス当主。
    - ウルス・ブカ（Ulus-buqa,兀魯思不花王／اولوس بوقاŪlūs būqā）…シリギの息子で、第四代モンケ・ウルス当主。
      - コンコ・テムル（Qongqo-temür,并王晃火帖木児／قونان تیمورQūnān tīmūr）…ウルス・ブカの息子
        - チェリク・テムル（Čerik-temür,徹里帖木児）…コンコ・テムルの息子で、第七代モンケ・ウルス当主。

      - テグス・ブカ（Tegüs-buqa,武平王帖古思不花）…ウルス・ブカの息子、コンコ・テムルの弟で、第二代武平王。

    - トレ・テムル（Töre-temür,توراتیمورTūlā tīmūr）…シリギの息子。
    - トゥメン・テムル（Tümen-temür,武平王禿満帖木児／تومان تیمورTūmān tīmūr）…シリギの息子で、初代武平王。

  - アスタイ（Asudai,阿速歹／آسوتایĀsūtāī）…モンケの庶子。
    - オルジェイ（Ölǰei,衛王完沢／اولجایŪljāī）…アスタイの息子で、第五代モンケ・ウルス当主。
      - チェチェクトゥ（Čečektu,郯王徹徹禿）…オルジェイの息子で、第六代モンケ・ウルス当主。

    - フラチュ（Hulaču,忽剌出／هولاچوHūlāchū）…アスタイの息子。
    - ハントム（Hantom,هنتوم／Hantūm）…アスタイの息子。
    - オルジェイ・ブカ（Ölǰei buqa,اولجای بوقا／Ūljāī būqā）…アスタイの息子。